# 重陽堂薬品
重陽堂薬品株式会社（じゅうようどうやくひん）は、長崎県長崎市恵美須町3-4に本社を置く 医療用医薬品を中心とした医薬品卸企業であった。現在は、東邦薬品の共創未来グループの「九州東邦株式会社」である。

## 概要
- 代表取締役社長　宮良健彦
- 設立 1950年3月5日
- 資本金 800万円

## 大株主
- 宮良敏子
- 宮良健彦

## 営業所
- 賑町小売部
- 恵美須町小売部

## 主な取引メーカー
- 塩野義製薬
- 山之内製薬
- 田辺製薬
- 日本化薬
- 鳥居薬品